# Cap d'Agde

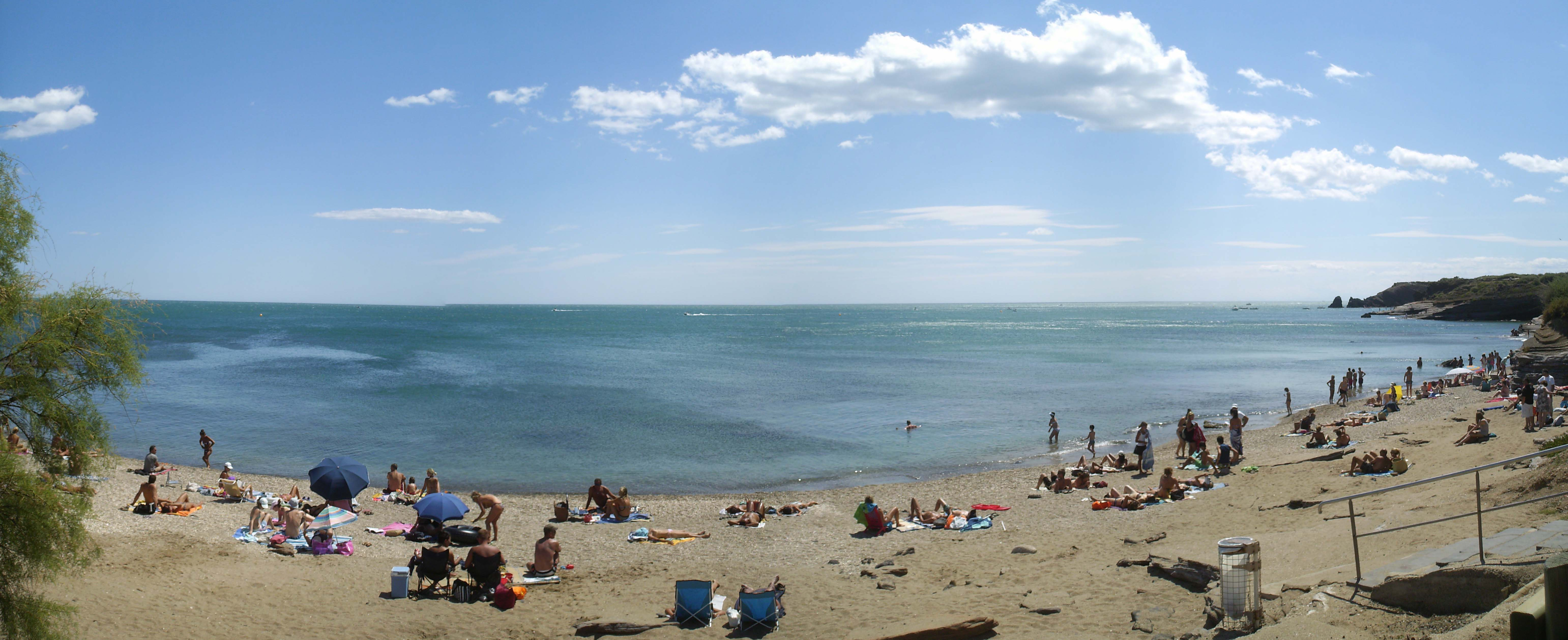
Playa de Cap d'Agde.

Cap d'Agde es el nombre de un complejo turístico de la costa mediterránea de Francia, situado en la comuna de Agde, en el departamento de Hérault. Cap d'Agde fue planeado por el arquitecto Jean Le Couteur como parte de uno de los planes de desarrollo estatales más grandes de la historia francesa. En la década de 1960, los únicos edificios en el Cap eran pequeñas casas que los locales solían usar durante los fines de semana. Ahora es uno de los puertos de ocio más grandes del Mediterráneo francés.
La oferta vacacional está orientada al turismo naturista y la práctica del nudismo que puede realizarse en todo un barrio residencial con servicios y equipamientos completos. El lugar es famoso también por la práctica del intercambio de pareja.

## Historia
El Cap d'Agde se desarrolló a partir de los años 1960 para competir con los centros turísticos de la Costa Azul, al este, y de la Costa Brava, al oeste.
A principios de la década de 1970, el gobierno de Georges Pompidou elaboró planes para el desarrollo del litoral de Languedoc-Rosellón. El naturismo inicialmente no participó en estas propuestas, pero Paul René Oltra, uno de los propietarios del terreno, persuadió a las autoridades para que incluyeran planes para un resort naturista en Cap d'Agde. En 1973 la playa fue oficialmente designada como playa naturista. También se promulgaron las regulaciones para el nuevo resort. La Aldea Naturista sería un lugar donde los voyeurs y exhibicionistas no serían bienvenidos.
En abril de 2006 la dirección de la oficina de turismo del Cap d'Agde fue condenada como resultado de una denuncia de la organización SOS-Racisme al demostrarse que impidió y dificultó el acceso de clientes al recinto a causa de su origen racial.
Michel Houellebecq inmortalizó el lugar en su novela Las partículas elementales.

## Pueblo Naturista

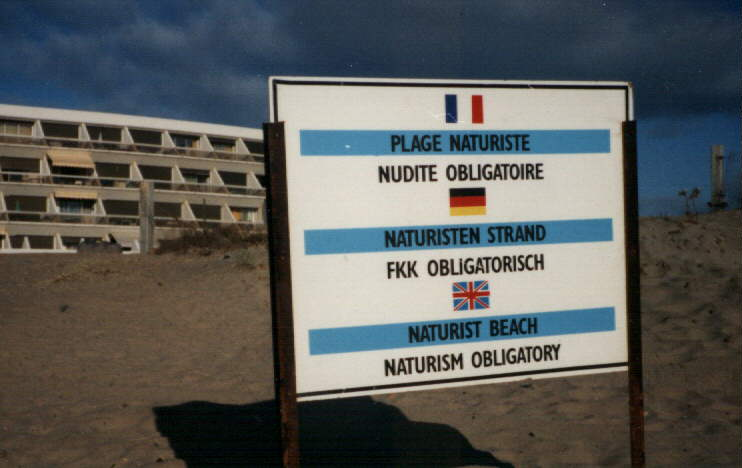
Señal en la playa del Pueblo Naturista donde informa de la obligación de ir desnudo.

Cap d'Agde tiene un gran complejo naturista de estilo familiar. El Pueblo Naturista es una gran parte cercada en el extremo noreste de Cap d'Agde, aunque es accesible a lo largo de la playa pública desde el este. Es una ciudad autónoma (a veces conocida como la "Ciudad Desnuda"), donde la desnudez es legal y común en todo el complejo. En la noche más personas se visten, a veces con ropa reveladora. Un impuesto turístico local se cobra por persona y por día.
En el extremo opuesto de la ética del naturismo, el pueblo también se está convirtiendo en un punto de acceso para los swingers y "libertinos", pudiendo practicarse sexo en la playa.
El Pueblo Naturista es una ciudad en sí misma, con una playa de 2 km, un gran puerto deportivo, camping, complejos de apartamentos, hoteles, tiendas, restaurantes, clubes nocturnos, bares, oficinas de correos, bancos, cajeros automáticos, lavanderías y peluquerías. En total hay alrededor de 180 empresas en el pueblo. Uno puede potencialmente pasar unas vacaciones completas sin salir de la zona, o usar ropa.